# غيل شانفرو
غيل شانفرو (بالفرنسية: Gail Sherriff)‏ مواليد 3 أبريل 1945 في أستراليا، هي لاعبة كرة مضرب أسترالية تلعب باليد اليمنى. هي إحدى بطلات الجراند سلام.

## بطولات حققتها
- دورة رولان غاروس الدولية

## النهائيات

### الزوجي: النهائيات 6 (الألقاب 4 – الوصافة 2)
| الحصيلة | السنة | البطولة          | الشريك            | المنافس في النهائي              | النتيجة في النهائي |
| ------- | ----- | ---------------- | ----------------- | ------------------------------- | ------------------ |
| الفوز   | 1967  | البطولة الفرنسية | فرانسواز دور      | أنيت فان زيل بات والكدن         | 6–2, 6–2           |
| الفوز   | 1970  | فرنسا المفتوحة   | فرانسواز دور      | روزماري كاسالز بيلي جين كينغ    | 6–1, 3–6, 6–3      |
| الفوز   | 1971  | فرنسا المفتوحة   | فرانسواز دور      | هيلين غورلاي كيري هاريس         | 6–4, 6–1           |
| الوصافة | 1974  | فرنسا المفتوحة   | كاتيا إبنجهاوس    | كريس إيفرت أولغا موروزوفا       | 4–6, 6–2, 1–6      |
| الفوز   | 1976  | فرنسا المفتوحة   | فيوريلا بونيسيلي  | كاثلين هارتر هيلغا نيسين ماسثوف | 6–4, 1–6, 6–3      |
| الوصافة | 1978  | فرنسا المفتوحة   | ليزلي تيرنر باوري | ميما ياوشوفيتس فرجينيا روزيكي   | 7–5, 4–6, 6–8      |

## روابط خارجية
- غيل شانفرو على موقع رابطة محترفات التنس (الإنجليزية)
- غيل شانفرو على موقع الاتحاد الدولي لكرة المضرب (الإنجليزية)
- غيل شانفرو على موقع كأس بيلي جين كينغ (الإنجليزية)
- غيل شانفرو على موقع خلاصة التنس.كوم (الإنجليزية)